# تپه گورستان آقچه دام
تپه قبرستان آقچه دام مربوط به دوران‌های تاریخی پس از اسلام است و در شهرستان بوئین‌زهرا، بخش آبگرم، روستای آقچه دام واقع شده و این اثر در تاریخ ۱۹ اسفند ۱۳۸۰ با شمارهٔ ثبت ۴۸۲۹ به‌عنوان یکی از آثار ملی ایران به ثبت رسیده است.